# Hanno Girke
Hanno Girke (2 janvier 1972) est un auteur allemand de jeux de société.

## Ludographie
Seul auteur
- Extensions de Bohnanza :
  - Dschingis Bohn, 2003, Lookout Games

Avec Uwe Rosenberg
- Extensions de Bohnanza :
  - High Bohn, 2001, Amigo
  - Bohnaparte, 2004, Amigo